# Liste der Baudenkmale in Warlow
In der Liste der Baudenkmale in Warlow sind alle Baudenkmale der Gemeinde Warlow (Landkreis Ludwigslust-Parchim) und ihrer Ortsteile aufgelistet (Stand: Januar 2021). 

## Warlow
| ID | Lage                           | Bezeichnung                                                    | Beschreibung | Bild                                                           |
| -- | ------------------------------ | -------------------------------------------------------------- | ------------ | -------------------------------------------------------------- |
|    | Friedhof (Karte)               | Friedhofskapelle, Einweihungsstein und Grabstein Richard Giese |              | Friedhofskapelle, Einweihungsstein und Grabstein Richard Giese |
|    | Lindenallee 5 (Karte)          | Häuslerei                                                      |              |                                                                |
|    | Lindenallee 12 (Karte)         | Hallenhaus                                                     |              |                                                                |
|    | Lindenallee 46 (Karte)         | Geburtshaus Richard Giese mit Gedenkstein                      |              |                                                                |
|    | Lindenallee                    | Straße mit Kopfsteinpflasterung und Sommerweg                  |              |                                                                |
|    | Ludwigsluster Straße 2 (Karte) | Gasthaus                                                       |              |                                                                |
|    | Parkstraße 1 (Karte)           | ehemalige Schule                                               |              |                                                                |
|    | Parkstraße/Lindenallee (Karte) | Anlage mit Gefallenendenkmal 1914/18 und Kriegervereinsstein   |              |                                                                |

## Ehemalige Denkmale
| ID | Lage                  | Bezeichnung | Beschreibung | Bild |
| -- | --------------------- | ----------- | ------------ | ---- |
|    | Lindenallee 2 (Karte) | Häuslerei   |              |      |
|    | Lindenallee 3 (Karte) | Häuslerei   |              |      |